# Asfodel
Asfodelske poljane su bile dio starogrčkog podzemnog svijeta gdje su živjele duše prosječnih ljudi poslije smrti.
Ljudi u Asfodelu ne mogu pričati osim ako nisu reanimirani krvlju životinja.